# Níkosz Szpirópulosz
Níkosz Szpirópulosz (görögül: Νίκος Σπυρόπουλος; Joánina, 1983. október 10. –) görög válogatott labdarúgó, posztját tekintve bal oldali védő. Jelenleg az PAÓK játékosa.

## Pályafutása

### Klubcsapatokban
Pályafutását a PASZ Jánina csapatában kezdte 2001-ben, ahol három szezon alatt 33 mérkőzésen lépett pályára. 2004-ben a Paniónioszhoz igazolt. 2008 januárjában a Panathinaikósz csapatához csatlakozott, ahol négy és fél szezont játszott, e közben bajnoki címet szerzett a 2009–2010-es idény végén. 2013-ban egy kis időre a Chievo, majd a PAÓK játékosa lett.

### A válogatottban
A görög válogatottban 2007. november 17-én egy Málta elleni 2008-as Eb-selejtező alkalmával mutatkozott be. 
Részt vett a 2008-as Európa-bajnokságon és a 2010-es világbajnokságon.

#### Válogatottban szerzett góljai
| Gólok | Dátum               | Helyszín             | Ellenfél   | Eredmény | Végeredmény | Kiírás               |
| ----- | ------------------- | -------------------- | ---------- | -------- | ----------- | -------------------- |
| 1.    | 2010. szeptember 3. | Pireusz, Görögország | Grúzia     | 1–1      | 1–1         | 2012-es Eb-selejtező |
| 1.    | 2012. szeptember 7. | Riga, Lettország     | Lettország | 1–1      | 1–2         | 2014-es vb-selejtező |

## Sikerei, díjai
Panathinaikósz
- Görög bajnok (1): 2009–10
- Görög kupagyőztes (1): 2009–10

## Külső hivatkozások
- Níkosz Szpirópulosz Archiválva 2013. október 20-i dátummal a Wayback Machine-ben – a FIFA.com honlapján
- Níkosz Szpirópulosz – a transfermarkt.de honlapján